# Teknologirådet
Le Teknologirådet ou « Conseil danois de la technologie » est une organisation danoise supervisée par le ministre danois des sciences, des technologies et du développement. 
Cet organisme a longtemps été une sorte d'équivalent danois de l’Office parlementaire d'évaluation des choix scientifiques et technologiques (OPECST) existant en France (rattaché au Sénat en France) jusqu’à sa transformation en Fondation au début de l'année 2012
Le but du Teknologirådet est de réunir et diffuser de l'information technique et scientifique sur des domaines technologiques présentant des enjeux sociétaux importants, par exemple sur le génie génétique et les biotechnologies, l'énergie, l'écologie et l'environnement, la santé ou encore les transports.

## Histoire
Le Conseil danois de la technologie a été créé en 1986
Jusqu'en 2012 (où il devient une fondation), il recevait un financement inscrit dans la loi de finances danoise. 
Son comité exécutif comprend 11 membres : le président et trois autres membres sont nommés par le ministre danois chargé des Sciences, les autres y entrant, recommandés par d'une série d'organisations danoises (dont l'Organisation centrale des fonctionnaires et des services civils). 
Un Conseil des représentants se compose de 50 membres, issus d'organisations danoises, des autorités et associations. 

## Fonctions, obligations et tâches
Le Teknologirådet
- évalue de manière indépendante les technologies. Il analyses les options, variantes ou alternatives technologiques dont il peut avoir connaissance. Il donne des avis les conséquences connues ou possibles de nouvelles technologies (risques technologiques...).
- communique les résultats de ses travaux au Parlement danois, ainsi qu'à d'autres décideurs et à l'opinion publique danoise, dans le but de favoriser le débat public et la connaissance de la technologie par les citoyens et autres acteurs danois.
- informe (obligation légale) les citoyens ainsi que les élus politiques quant aux enjeux et risques des nouvelles technologies (risques technologiques ou autres), ce qui est principalement fait via un magazine trimestriel et par le biais de deux bulletins.
- coopère avec les commissions parlementaires pour l'examen et l'évaluation des enjeux sociétaux liés aux technologies.
- organise des auditions publiques et parlementaires.
- met en œuvre 5-10 projets annuels sélectionnés par le comité exécutif de la Commission. Ces projets comprennent généralement des évaluations technologiques jugées importantes, mais de petits projets, jugés moins importants peuvent aussi donner lieu à des articles dans la revue trimestrielle.

## Méthodes
Le Teknologirådet a développé de nombreuses méthodes de participation citoyenne, dont en développant la méthode dite de Conférence de consensus et les auditions ou conférences de citoyens.
Par ces moyens, notamment, le Teknologirådet recherche les avis et recommandations de « citoyens ordinaires » (non-élus, non-experts) concernant les grandes questions de société . 

Il s'agit mieux connaitre et suivre les priorités du grand-public et les idées et solutions qu'il peut proposer (après avoir été informé pour qu'il puisse donner un avis éclairé). 
Ces méthodes ont depuis été adaptés dans le monde entier et elles jouent un rôle croissant, avec par exemple et notamment 
- l'opération  « World Wide Views on Global Warming » (Opinion mondiale citoyenne sur le réchauffement climatique), organisée dans le cadre du « Sommet de Copenhague sur le climat » (Conférence des Nations unies sur le changement climatique ; COP15 réunie à Copenhague en décembre 2009)[1] avec 4500 citoyens participants réunis dans 38 pays pour répondre à des questions sur de grands enjeux mondiaux ; Quels efforts de réduction des GES faut-il faire selon les pays ? Qui peut et/ou doit financer l’Adaptation au changement climatique pour les pays pauvres, Faut-il augmenter le prix des énergies fossiles, etc.) et pour formuler des recommandations Ce sondage a montré dans le reste du monde un relatif consensus sur le caractère urgent d'un accord international sur le climat (pour 95 % des sondés) mais aussi une forte divergence selon les régions du monde quant au degré de préoccupation (46 % « seulement » du panel des  pays riche s'est dit très préoccupé, contre 80 % dans les pays pauvres (88 % en Éthiopie par exemple). De plus, concernant les objectifs de réduction des émissions de GES, les pays émergents dits « BRIC » (Brésil, Russie, Inde, Chine) se montrent moins ambitieux et acceptent une réduction de leurs émissions de GES, mais tout en étant contre des objectifs de réduction en valeur absolue.
Les 3 recommandations faites par le panel de France portaient sur le développement de l'éducation à l’environnement, la création d’un organisme mondial indépendant et celle d’un fonds mondial pour le climat. Les objectifs proposés par le panel étaient proches de ceux des ONG : 80 % des citoyens participants ont estimé qu'il fallait réduire les émissions de GES de 40 % d’ici 2020 (à comparer au taux de 58 % des participants au niveau mondial). Mais il y a moins de consensus sur le degré d'efforts et les moyens à mettre en œuvre. En particulier 36 % du panel des citoyens ne souhaitait pas voir augmenter le prix des énergies fossiles (20 % pour le panel mondial), et 31 % ont répondu « oui  mais seulement pour les pays industrialisés et les pays aux revenus élevés ou à forte émission de GES » (contre 43 % au niveau mondial). Le projet de fonds d'adaptation pouvant aider les pays pauvres est presque plébiscité (89 % en France, contre 84 % dans les autres pays riches). 61 % des citoyens du panel français estimaient qu'il doit être abondé par tous les pays sauf les pays en développement (opinion proche de l'ensemble (57 %) des pays riches dont 29 % estiment en outre que l'effort doit être consenti par tous les pays. Ce sondage a montré que contrairement à ce que l'on pense souvent les citoyens des pays du sud pensent aussi avoir un effort à faire (30 % ont estimé que chaque pays doit contribuer).
- L'opération « World Wide Views on Biodiversity »[2] (WWVB) [3] : Cette consultation, assez similaire à la précédente concerne 4000 « simples citoyens » (de 16 ans et plus) choisis à l’échelle planétaire. C'est l'un des projets officiels de la Décennie des Nations unies pour la biodiversité. Elle est organisée sous l'égide du Secrétariat de la « Convention sur la diversité biologique » des Nations unies. Ces citoyens répondent à un sondage mondial organisé simultanément dans plus de 40 pays (Congo, Cameroun, Maldives, Bolivie, Brésil, Costa Rica, Canada, États-Unis, Danemark, Allemagne, Chine, Japon…) le 15 septembre 2012. La synthèse des réponses vaudra avis et propositions sur de grandes questions et enjeux de biodiversité. Le coordinateur est le Teknologirådet de Copenhague. En France ils se mobiliseront en outre-mer (à La Réunion, avec l'aide du Conseil régional de La Réunion[4],[5]) et en métropole, à Lille dans les locaux du Conseil régional Nord-Pas-de-Calais, en partenariat avec la Fondation Hulot pour la Nature et l'Homme et Terra Eco. Le panel de citoyens est tiré au sort dans un groupe répondant à certains critères (ils doivent être des citoyens ordinaires, ni élus, ni spécialistes des questions de nature ou de biodiversité), choisis à partir d'un formulaire d'inscription[6]. Ces citoyens après avoir visionné des films portant sur ces sujets, témoignent et débattent pour se forger une opinion éclairée puis formuler des recommandations sur les enjeux majeurs de la Biodiversité. Le protocole de la journée est commun aux 40 pays, afin de produire des résultats comparables. Ceux-ci seront publiés le 17 septembre 2012. 
En France, le cabinet "Missions publiques" en fera une synthèse qui sera transmise aux décideurs de la COP d'Hydérabad. Ils seront aussi présentés au Président de la République, au Premier ministre et à la Ministre de l'écologie, ainsi qu'aux négociateurs français et européens de la Conférence d'Hyderabad sur la diversité biologique. Ces mêmes résultats seront ensuite présentés aux délégations présentes lors de la Conférence, de manière à encourager un « mode de gouvernance intégrant davantage la parole citoyenne » et la prise en compte des « priorités des citoyens « ordinaires » concernant la problématique de la biodiversité », deux moyens de répondre à l'« enjeu A »[7] des objectifs d'Aichi.
- divers projets internationaux associant le Teknologirådet, dont avec le Réseau européen parlementaire d'évaluation des technologies (EPTA, pour European Parliamentary Technology Assessment Network).